# Маланчук Владислав Олександрович
Маланчук Владислав Олександрович (нар. 14 червня 1949, м. Херсон) — український науковець, завідувач кафедри (з 1.02.1995 року), член-кореспондент Національної Академії медичних наук України (обраний 06.11.2003 р. за фахом стоматологія), доктор медичних наук (1994), професор (2001), почесний професор Тернопільського державного медичного університету імені І. Я. Горбачевського (2012).
Держслужбовець 5 рангу (2003 р.). Автор новітніх наукових досліджень і навчальних посібників. Патентознавець (1980).
Президент Української асоціації черепно-щелепно-лицевих хірургів, представник України в Радах Європейської асоціації черепно-щелепно-лицевих хірургів (EACMFS) та Інтернаціональної асоціації щелепно-лицевих хірургів (IAMFS), з 2000 р. — віце-президент Всеукраїнської асоціації пластичних, естетичних та реконструктивних хірургів (ВАПРЄХ). Член міжнародної асоціації імплантологів (ICOI), почесний член (2012) Deutsche Gesellschaft fur Orale Implantologie (DGOI). Дипломант эксперт (2006) ICOI (International Congress of Oral Implantologists).
Заслужений діяч науки і техніки (2004).

## Біографія
Народився в родині службовців. Мати, Галина Іванівна, народилася в родині селянина Івана Федоровича. У 1938 р. закінчила П'ятигорську зуболікарську школу, у роки Великої Вітчизняної війни — старший лейтенант медичної служби в госпіталях, а у 1946—1990 рр. працювала лікарем у Херсонській обласній стоматологічній поліклініці.
Батько, Олександр Єфремович, народився в смт. Гопри Херсонської області в родині Єфрема Сергійовича Маланчука, кухаря. У 1941 р. закінчив 3 курси ветеринарного факультету Одеського сільськогосподарського інституту, у роки війни — гвардії капітан, командир артилерійської батареї, командир розвідки артполку, був нагороджений 4-ма орденами, медалями. Захищав Одесу, звільняв Варшаву. Після війни і закінчення інституту був інструктором Херсонського ОК КПУ, загинув при виконанні службових обов'язків у липні 1967 р.
В. О. Маланчук у 1966 р. вступив на лікувальний факультет Кримського медичного інституту, через рік перевівся на стоматологічний факультет Одеського медичного інституту імені М. І. Пирогова, який закінчив у 1971 р. Був комсоргом, старостою групи. Учасник ансамблю сучасного бального танцю «Ритм» одеського палацу студентів.
У 1971—1976 рр. — стоматолог терапевтичного і хірургічного прийому лікарні Водників (комсорг лікарні), лікар міського травматологічного пункту міської стоматологічної поліклініки м. Херсон. У січні-березні 1974 р. був на тримісячних курсах кафедри щелепно-лицевої хірургії Київського інституту вдосконалення лікарів. Вчився у професорів: Е. А. Александрової, Солнцева А. М.
У 1976—1978 рр. — клінічний ординатор кафедри хірургічної стоматології Київського медичного інституту імені О. О. Богомольця (зав. — професор Ю. Й. Бернадський). У 1978—1981 рр. — лікар щелепно-лицевого відділення Київської клінічної лікарні № 23 ім. Калініна — клінічної бази кафедри (вул. Зоологічна,3). З жовтня 1981 р. — асистент кафедри хірургічної стоматології КМІ. Із листопада 1994 р. — доцент, із 1.02.1995 р. — завідувач кафедри хірургічної стоматології Національного медичного університету імені О. О. Богомольця, з 2001 року — професор.

## Наукова діяльність
У 1984 році захистив (п'яту за виконанням) кандидатську дисертацію за темою: «Хирургическое лечение переломов скулового комплекса в зависимости от давности травмы», а в 1994 р. — докторську: «Реконструктивно-восстановительные операции на нижней челюсти (клинико-лабораторное исследование)» . Із 1995 р. — член спеціалізованої ради «Стоматологія» Національного медичного університету імені О. О. Богомольця, у 2000—2005 рр. — спеціалізованої ради Інституту стоматології НАМН України (Одеса). У 1998—2000 рр. — член експертної ради «Хірургія» ВАК України.
Автор понад 710 наукових праць, у тому числі, 4 національних підручників, 6 монографій, 5 навчальних посібників, программ для студентів, більше 140 винаходів (34 авторських свідоцтва СРСР та 105 патентів України). За його редакцією вийшло 15 збірників тез доповідей. Підготував 2 докторів та 15 кандидатів наук, провів 18 міжнародних конгресів і конференцій, які він організував і провів. Стажування за кордоном: Дублінський університет (Ірландія, 1993), муніципальна клініка м. Мюнхенгладбах (Німеччина,1994). Учасник і доповідач на 26 міжнародних конгресах та конференціях.
Основні напрями наукової діяльності — розробка нових методів та технологій в щелепно-лицевій хірургії: травматології, реконструктивно-відновній, естетичній та пластичній хірургії м'яких тканин і кісток щелепно-лицевої ділянки, стоматологічній імплантації; лікування дефектів та деформацій щелеп, верхньої губи, носа та піднебіння, анкілозів та деформуючих артрозів скронево-нижньощелепного суглоба; обґрунтування дистракційного методу в хірургії щелеп, вибір кісткових трансплантатів за біологічними властивостями; застосування лазеротерапії та озону, біомеханіка при операціях на лицевому черепі.
Маланчук В. О. разом з проф. В. С. Астаховою та доц. О. Л. Ціленко відкрив нові види та властивості остеогенних клітин-попередників людини, запропонував біологічно обґрунтовані операції на кістках та механізми впливу на остеогенез, дослідив зміни репаративного потенціалу кісткового мозку людини в Київському регіоні у 1986 по 2012 рр.

### Основні наукові праці
національні підручники:
- «Основи стоматології» (2009),
- «Хірургічна стоматологія та щелепно-лицева хірургія» в 2-ох томах (2011),
- «Oral and maxillofacial surgery» (2011—2012),
- «Основи наномедицини» (2011),
- «Нанонаука, нанобіологія, нанофармація» (2012),
- «Основи стоматологічної діяльності» (2009, 2011);
- «Озоно-кислородная терапия в стоматологии и челюстно-лицевой хирургии»(2004);
- «Челюстно-лицевая хирургия и хирургическая стоматология в Украине»(1998);
- «Концепция немедленной имплантации и ее клиническое применение» (2006);
- «Доброкачественные опухоли и опухолеподобные поражения челюстно-лицевой области и шеи»(2008);
- «Імітаційне комп'ютерне моделювання в щелепно-лицевій хірургії» (2013);
- «Остеомиелит челюстей у больных на фоне наркотической зависимости» (2013).

Відкриття:
- «Гетерогенність остеобластів кісткового мозку людини (2002)»,
- «Проекція СНЩС на райдужну оболонку ока» (2011).

## Нагороди
Нагороджений орденом «За заслуги» III ступеня (2000), Почесними грамотами МОЗ України, Орденом Святого Рівноапостольного князя Володимира Великого III ступеня (2012 р.).

## Цікаві факти
Маланчук Владислав Олександрович учасник ліквідації аварії на ЧАЄС у 1986 р. В 1996 р. створив та очолив Українську асоціацію черепно-щелепно-лицевих хірургів. У 1996 та 1997 рр. разом з проф. Ю. П. Шупіком та проф. О. В. Філіпчуком працював у державних комісіях із ідентифікації загиблих громадян України в авіакатастрофах на Шпіцбергені (29.08.1996, Норвегія) та Салоніках (20.12.1997, Греція), за що отримав подяку Міністра охорони здоров'я. З Університету Осло та Муніципалітету Афін організував гуманітарну допомогу для кафедри у вигляді обладнання вартістю близько 80.000 дол. Із 1996 р. — професор-консультант Центрального Республіканського бюро судмедекспертизи України, консультант медичних служб МО та СБ України, Державного управління справами.
У 1997 р. разом з В. В. Лосем відновив (під час заборони використання методу) застосування в СРСР стоматологічної імплантації. У 1985 р. — запровадив на кафедрі використання дистракційного методу; на базі Київського НДІКЕХ розпочав мікросудинні операції з пересадки складних клаптів тканин на обличчі. Вперше у СРСР у 1986 році пересадив плюсне-фаланговий суглоб пацієнта замість пошкодженого скронево-нижньощелепного; у 1987 р. — вперше в Україні в лікарні швидкої медичної допомоги розпочав термінові операції при черепно-лицевих пошкодженнях, а з 1995 р. — видалення інтра- та екстракраніально розташованих пухлин (разом з нейрохірургами) в НДІ нейрохірургії.
Із 1985 р. забезпечував професійні стосунки фахівців України зі щелепно-лицевими хірургами світу. У 1985—1991 рр. з понад 6000 запитів до провідних фахівців світу отримав близько 1200 відповідей з копіями їх наукових робіт, в тому числі у 1990 р. — від засновника черепно-щелепно-лицевої хірургії Поля Тесье (Франція).
З 12.2002 по 15.04.2005 — зав. відділом з питань охорони здоров'я, сім'ї, молоді, фізкультури і спорту та туризму Управління з гуманітарної політики Головного управління внутрішньої політики Адміністрації президента України. Підготував низку документів з питань гуманітарної політики держави. Сприяв створенню інституту генетичної та регенеративної медицини в складі НАМН України, інституту імунології в складі НМУ ім. О. О. Богомольця. Член державних комісій з біобезпеки та міждержавного усиновлення дітей, позбавлених батьківського піклування.

## Дисертації
Автори дисертацій, захищених під керівництвом В. О. Маланчука: Докторські: В. Г. Центіло (Донецьк, 2007), Я. П. Нагірний (Тернопіль, 2009), О. С. Воловар (Киев,2013). Кандидатські: Н. О. Довбиш (1999), О. С. Воловар (2000), О. О. Астапенко (2000), В. В. Процик (2001), А. В. Копчак (2003), О. Л. Ціленко (Серенкова) (2004), І. П. Логвіненко (2005), А. Моддарес (Іран) (2007), М. М. Чумак (2006), М. А. Гордійчук (2010), Т. В. Добрий-Вечір (2011), В. М. Єфісько (2011), І. С. Бродецький (2011), Ю. В. Чепурний (2011), І. Г. Скворцова (2012), Г. Г. Пилипюк (Тур) (Стокгольм, Швеция, 2012).
Подано до захисту: Кандидатські: В. В. Перерва, П. В. Грабовецький, Фаршад Ізадхах (Іран)
Готуються дисертації: О. О. Астапенко, А. В. Копчак, О. Л. Ціленко, О. І. Жуковцева, Н. М. Литовченко, Н. Ю. Платонова, Р. О. Мамонов, Д. М. Кеян, Л. Л. Павловский, В. С. Швидченко, В. М. Єфісько, О. В. Цимбалістий та інші.